# ديتاك (أرارات)
مدينة ديتاك (بالأرمينية:Դիտակ) (بالإنجليزية: Ditak)‏ هي إحدى المدن التابعة لمقاطعة أرارات في أرمينيا. يقدر عدد سكانها بـ 772 نسمة حسب الإحصاء الذي جرى عام 2011.